# نورکتور (کانزاس)
نورکتور (به انگلیسی: Norcatur) شهری در ایالت کانزاس کشور ایالات متحده آمریکا است.جمعیت این شهر در سرشماری سال ۲۰۱۰ میلادی، ۱۵۱ نفر بود که در سال ۲۰۲۰م به۱۴۶ نفر کاهش پیدا کرد.